# 한국경마전문지협회
한국경마전문지협회는 경마 유관단체와 협력을 통한 올바른 정보 수집, 성숙한 경마문화 창달에 기여 등 목적으로 2009년 4월 15일 설립된 대한민국 농림축산식품부 소관의 사단법인이다. 사무실은 경기도 안양시 동안구 비산동 신안메트로칸 404호에 있다.

## 주요 사업
- 경마문화 및 산업에 대한 건전성 홍보 및 유도
- 경마 및 도박 중독자 치유를 위한 세미나 개최
- 해외 경마지 등과 교류 협력 및 선진국 경마시찰 지원
- 경마 설명회 개최
- 회원의 권익 보호, 간행물 발간을 통한 사원간의 정보교류 등 기타 협회의 목적 달성에 필요한 사업